# 渡邊詩
渡邊 詩（わたなべ うた、2013年1月31日 - ）は、日本の子役、タレント。クラージュ・キッズ所属。

## 出演

### テレビドラマ
- 定年女子（2017年、NHK BSプレミアム）
- コンフィデンスマンJP（2018年、フジテレビ）子供 役
- 相棒（2018年、テレビ朝日）真紀（幼少期）役
- 限界団地（2018年、フジテレビ）寺内穂乃花 役[2]
- 連続殺人鬼カエル男（2020年、関西テレビ、U-NEXT）少女 役

### 映画
- BACK STREET GIRLS -ゴクドルズ（2019年）陣之内真綾 役

### CM
- P&G、ファブリーズ布用「園長先生のススメ！ファブリーズで抗菌を！」篇（2019年）

### その他
- 住友不動産企業内ムービー